# Vevo
Vevo (estilizado VEVO o vevo; acrónimo resultante de la palabra Video Evolution) es un sitio web y plataforma a la carta de videos musicales. La empresa usa el servicio de branding, administrada en conjunto con Google, Sony Music Entertainment, Universal Music Group, Abu Dhabi Media Company y Arthur Music Company. Vevo publica todos sus videos musicales a través de YouTube.
Vevo preestrenó el servicio el 4 de marzo de 2009 en Estados Unidos mediante la plataforma de videos YouTube perteneciente a la empresa Google. Fue inaugurado el 9 de diciembre del mismo año por el fundador Rolf Schmidt-Holtz. El servicio consiste en albergar, en cada canal de usuario, a los artistas de la industria de la música. Dicho material incluye videoclips, entrevistas y eventos miscelánea creados exclusivamente y también presentaciones por la casa discográfica y seleccionados por la propia empresa.
Vevo incluyó en su plataforma la licencia de EMI (hasta su adquisición por parte de Universal), Disney Music Group (con el canal Radio Disney en el 2013), y algunos socios para reproducir su contenido. También se pensó añadir a Warner Music Group para la inclusión de los videos; sin embargo, el acuerdo no se concretó debido a la alianza formada por el servicio rival MTV Networks (hoy también conocido como Paramount Media Networks).

## Historia

Logo de Vevo utilizado desde diciembre de 2009 hasta abril de 2013.

### Antecedentes
Una motivación posible para el proyecto es la competencia que YouTube supone para otras páginas de vídeos musicales. Hasta entonces era MySpace una de las plataformas más sociales contra los más serios servicios de Amazon y iTunes. La idea subyacente tras Vevo es convertirse en «el Hulu de los videoclips», para atraer más anunciantes de alto nivel. 
Previamente hubo incidentes acerca de los derechos de autor en los videos. Warner Music Group retiró sus contenidos de YouTube en marzo de 2009. Muchos anunciantes utilizan a YouTube como plataforma de ingresos, cuya calidad no está garantizada por el crecimiento de usuarios aficionados que no podían sustentarse.
Vivendi registró el dominio vevo.com el 20 de noviembre de 2008. Antes de formar Vevo, Universal tiene acuerdo con YouTube; para la distribuidora cree que la mayoría de los "contenidos premium" se encuentran en YouTube y formar una nueva editorial "haría recuperar los gastos sin recurrir al pago adicional de los consumidores".

### 2009
En octubre de 2009, la Abu Dhabi Media Company invirtió unos 300 millones de dólares para operar en Estados Unidos y Canadá. El control de los derechos de marca con otros organizaciones generó retraso en el funcionamiento de Vevo. En el mismo mes, se realizaron las primeras cuentas exclusivas para YouTube con el logo distintivo en medio de suplantaciones y descripciones erróneas.
El lanzamiento definitivo del servicio se hizo durante una fiesta en Nueva York el 8 de diciembre de 2009 con la participación del músico Bono y las empresas AOL y CBS. En ese mes la discográfica EMI Music Group Ltd motivó a los otros grandes sellos para proveer vídeos musicales de sus artistas en Vevo. De esta forma, el entonces ejecutivo de Interscope-Geffen-A&M Jimmy Iovine, calificó de interesante el impulso de sus propios temas sin recurrir licencias de radio y televisión.
El servicio tuvo buenas críticas, incluida la CNET que calificó el futuro de Vevo capaz de "convertirse en el mayor sitio de música de Internet".

### 2010 a 2018

Logo de Vevo utilizado de 2013 hasta 2016

El 26 de abril de 2011, Vevo inauguró sus sedes en Reino Unido e Irlanda, siendo la primera vez en realizar actividades fuera de los Estados Unidos. En abril de 2012, la plataforma fue lanzada en Australia y Nueva Zelanda por MCM Entertainment. El 14 de agosto de 2012, Brasil fue el primer país de Sudamérica en recibir dicho servicio. La expectativa fue ampliando en Europa y Latinoamérica durante el año. Vevo se estrenó en España, Italia y Francia el 15 de noviembre de 2012. El 3 de abril de 2013, se abrió a Holanda, el 17 de mayo a Polonia y el 29 de septiembre a Alemania. El 30 de abril de 2014, se estrenó la sede principal en México ampliando su mercado en la música regional de dicho país.
El 5 de febrero de 2015, Vevo alcanzó la cifra de 10 000 millones de visitas mensuales, siendo el canal de Rihanna el más visitado con cinco mil millones de visitas según Mashable en el 2014.
En abril de 2018, muchas cuentas de vevo quedaron en desuso. Entre ellas las de artistas como Shakira, Michael Jackson, Katy Perry, Justin Timberlake, Lady Gaga, Rihanna,  Avicii, Madonna o Avril Lavigne. A partir de ese momento, todas las canciones de los artistas pasarían a formar parte de su cuenta oficial de Google. Dividiendo la sección de vídeos en dos partes: Música y Más Del Artista. La cantidad de suscriptores se mantiene pero la de visualizaciones se queda igual, es decir que no se tendrán en cuenta las visitas de los vídeos musicales.
En este mismo mes ingresó a formar parte de la familia VEVO el sello Chileno ACIP Recordings que es propiedad en un 15% de Warner Music Group. Este es el único sello u filial de WMG en estar incorporado en la Red Vevo.

### 2019 a actualidad

Logo de Vevo utilizado desde 2016.

En 2019 YouTube Vevo y Universal Music Group hacen una alianza sobre la recuperación y restauración de videoclips de diversos artistas en resoluciónes en FullHD y 4K. Más tarde en 2020 Warner Music Group uso la misma adaptación que uso Vevo.
Como el resultado de remasterización de videoclips de diversos artistas, ha aumentado el número de visualizaciones (visitas) en YouTube en cada videoclip, como es el caso de Zombie de The Cranberries, Bohemian Rhapsody de Queen, Take on Me de A-ha, Last Christmas de Wham!, etc.

## Servicios

### Difusión en Google
YouTube alberga gran parte del contenido que es propiedad de Universal, pero en una cuenta de usuario separada (ArtistaVEVO, por ejemplo). La distribuidora y Google reparten los ingresos por publicidad que se generen. Para distinguir el acuerdo de Vivendi a otros países se emplea el término «Vevo/YouTube» a los videoclips resubidos en dicha infraestructura, siendo visto por 50,2 millones de usuarios únicos a finales de 2013 según comScore.
Con la migración de los videos a canales distintivos, los vídeos anteriormente «huérfanos» tuvieron un conteo acumulado de 2000 millones de visitas. Con la resubida se añadió una nota indicando la cantidad de visitas en lugar de ser «inflada» con el contador actual, para cumplir políticas de servicio de Google. Debido a que aparecieron el mensaje "The uploader has not made this video available in your country" (lo que significa que los propietarios del vídeo han optado por hacer que su contenido esté disponible solo para ciertos países), tras el estreno limitado en los Estados Unidos, se mantuvieron algunos canales tanto la oficial como la etiquetada.

### Plataforma web
En 2010, Vevo estrenó su portal web exclusivo, incluyendo una base de datos de videos musicales además de sus aplicaciones móviles. Se especuló que estaba disponible solo en los Estados Unidos y Canadá, con otros países a seguir.
El 12 de marzo de 2013, se estrenó el canal de Internet Vevo TV, con apoyo publicitario en funcionamiento 24 horas al día, con bloques de vídeos musicales y ofertas especiales. En menos de un año se añadieron siete programas centrados en conciertos, noticias, certificaciones y detrás de cámaras ofrecida por American Express. En 2014, la parrilla aumentó a series de moda y estilo, comedia y entrevistas.

### Otros servicios
La plataforma tuvo la participación de otras empresas. En 2013, se licenció los derechos musicales a DigiTrax Entertainment para realizar videos karaoke de forma oficial.
En 2014, con la renovación de Sony, se lanzó la aplicación Xpedia Lounge para transmitir exclusivas de los videos musicales. También se incluyó sorteos entre sus usuarios para los conciertos realizados por Vevo. En agosto del mismo año, la plataforma fue incorporada en Pinterest.
En 2015, un tuit de Vevo promocionó el avance de Cincuenta sombras de Grey aprovechando la función automática de videos, haciéndose viral.

## Publicidad y directrices
Vevo usa un sistema de gestión de artistas. El CMS es empleado por defecto para músicos que hayan firmado para Sony/Universal. Cada artista está afiliado a la red publicitaria donde es recuperado por medio de regalías. Además, el servicio anima a los directores a que aprovechen el posicionamiento de producto en la videografía, caso que no se permitió antes de su llegada a YouTube. De acuerdo a una entrevista realizada por la CNN, Vevo recibe unos 25 a 35 dólares por cada 1000 visitantes.
Johan utiliza una serie de directrices, entre ellas, el límite de 10 minutos para la realización de videos, la geolocalización, el aviso de "explícito" similar a Parental Advisory y las interacciones en las redes sociales.
A partir de 2012, se lanzó la campaña de certificación Vevo, un reconocimiento que ofrece a los videos que superen las 100 millones de reproducciones de distintos sitios afiliados a la empresa. El primer vídeo musical en ser certificado fue Girlfriend de "Avril Lavigne", después siguió Payphone como vídeo cancionero y Get Lucky como muestra sonora. Cabe resaltar la falta de relación con la RIAA, encargado junto a Warner en la certificación de los discos de oro y platino a la venta de discos musicales. En 2014, se estableció una nueva premiación para certificaciones en concierto a aquellos que tengan como mínimo 3000 asistentes.

### Censura de contenido
Las versiones de los vídeos en Vevo con contenido explícito, así como los improperios, pueden ser editadas. Un portavoz de la compañía declaró que «El objetivo de la censura para el lanzamiento era mantener todo limpio para su difusión, “la versión de MTV”». Esto permite a Vevo hacer su red más amigable para los socios de publicidad, tales como McDonald's. Vevo ha declarado que no tiene políticas específicas o una lista de palabras que estén prohibidas. Algunos videos se proporcionan con versiones sin cortes, explícitos, además de la versión censurada. No hay sistema de clasificación formal en el lugar, además de la clasificación de vídeos como explícito o no explícito; pero se llevan a cabo discusiones para crear un sistema de calificación que permita a los usuarios y anunciantes elegir el nivel de improperios que estén dispuestos a aceptar.

## Controversias

### Flexibilidad del catálogo
Existe cierta controversia sobre la inclusión del catálogo a Vevo incluyendo a otros sellos discográficos independientes. Algunos músicos del género indie fueron los principales afectados. Surgieron del problema la creación de plataformas rivales fuera de los Estados Unidos.
Caso similar fue tras su compra de Parlophone, de EMI por Warner Music Group, desvinculando cualquier indicio con la plataforma. En el caso de Coldplay se mantuvo la marca ColdplayVevo tras el lanzamiento de Ghost Stories a pesar de que no gozó beneficios como la certificación y las giras promocionales. También, de forma inversa, fue la afiliación de la plataforma para la difusión de álbumes por los sellos: Roc Nation, quien distribuyó el álbum Empire State of Mind por Atlantic Records; Tego Calderón por El que sabe, sabe bajo el auspicio de Sony y finalmente distribuido por Universal; y Metamorfosis que paralelamente difundió canciones de Ricardo Arjona del disco Viaje a Sony.

### Problemas legales
En diciembre de 2009, se desarrolló la aplicación Muziic, creada por David Nelson, para reproducir cualquier pista de vídeo sin recurrir a los anuncios publicitarios o limitaciones en la creación de listas. La razón fue un desvío de la API para poder visualizar material sin restricciones. Debido a los problemas técnicos, Vevo obligó a Google a retirar el código utilizado por terceros.
En diciembre de 2010, Universal Music Group demandó a Megaupload por elaborar una canción y publicar en YouTube «que no le pertenece». En el vídeo, producido y pagado por la propia empresa, se muestran a Will.i.am, Alicia Keys y Kanye West promocionando al servicio de almacenamiento. Debido a que el acuerdo Vevo/Youtube no es público, se temía el posible impulso de la ley SOPA, obligando a que los artistas trabajen para la plataforma impuesta por Universal y eliminando cualquier musical ajeno a ella.
Vevo ha sido comparado con el modelo de negocio de MTV, aunque la empresa desmiente el intento de imitarla. En octubre de 2012, en un evento transmitido en directo en el Festival de Cine de Sundance, se reportó una supuesta emisión pirateada de un partido de fútbol americano. ESPN, quien tuvo los derechos de emisión, emitió un comunicado que no demandará a la empresa.